# 日本テレビ那覇支局

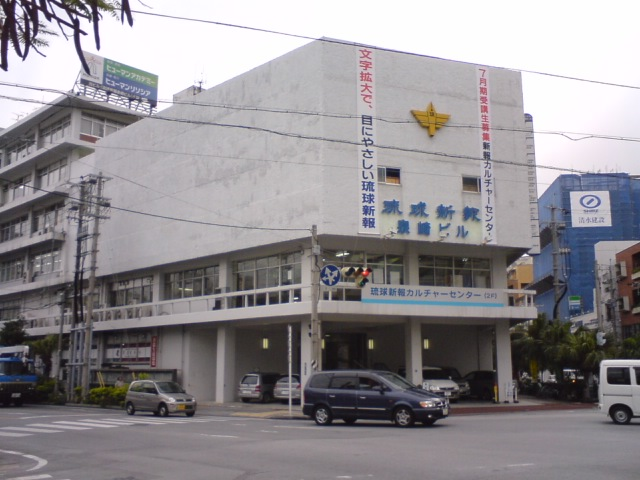
当局が入居していた琉球新報泉崎ビル（2015年閉館）

日本テレビ那覇支局（にほんテレビなはしきょく）は、日本テレビ放送網が沖縄県那覇市で運営しているNNN取材拠点。

## 概要
日本国内では佐賀県と並んでNNN系列の民放局が存在しない沖縄県内の取材拠点で、支局内では日本テレビの放送をリアルタイムで視聴できる。また、沖縄県内に台風が接近（または通過中）の場合には、NNNの報道番組向けに支局駐在の記者が支局の前から生中継リポートを入れることがある。
支局の正式な設置時期は不明だが、2015年12月9日までは琉球新報泉崎ビルへ入居。同ビルの閉館に伴って、久茂地セントラルビルに移転している。
日本テレビとシーサーのロゴが入った沖縄ナンバーのSNG中継車（603号車）が配備されている。
なお、沖縄県内では支局設置後の1989年に、地元の有力企業10社やフジテレビなどからの出資によって南西放送が設立。NNN／NNSフルネット局としての開局を目標に、放送免許を郵政省（当時）へ申請していた。もっとも、日本テレビが経済環境の急変や局内事情などから沖縄進出計画を凍結したことに伴って、南西放送は申請を取り下げた末に破産している。

## 支局設置の背景
日本テレビは沖縄がアメリカ合衆国の統治下にあった1961年より、本土（東京都）出身の琉球新報社会部記者（当時）の森口豁（かつ）に「沖縄通信員」として沖縄全域の取材を委託。森口は1963年から「沖縄特派員」として日本テレビへ正式に移籍。沖縄の本土復帰（1972年5月15日）に向けた動きを取材しながらドキュメンタリーの制作を始めた。1974年に日本テレビ本社の報道局へ異動した後も東京と沖縄県内を頻繁に往復しながら、沖縄関連のドキュメンタリー制作を継続。沖縄特派員時代から1990年に退社するまで、通算で28本制作した。
森口がフリージャーナリストへ転身してから述懐したところによれば、1965年に日本国内閣総理大臣（当時）の佐藤栄作が沖縄を訪れるまでは、在日米軍関連の事件や事故に関するリポートを日本テレビへ送っても「本土メディアの関心が低かったので、『ニュース』として扱ってもらえなかった」と言う。佐藤の訪問を境に沖縄の本土復帰の機運が高まったため、日本テレビ本社の報道局から「沖縄のニュースを何でも（良いから）送ってくれ」とのリクエストが相次ぐ様になったとされる。

## NNN向けの主な取材実績
- 2007年8月27日放送の『日テレNEWS24』で那覇空港にて起きたチャイナエアライン120便炎上事故のニュースを放送した際、当支局の内部（記者の背後に赤の看板で「日テレ〈改行〉那覇支局」と書かれていた）が映っていた。

- 2010年2月27日の沖縄本島近海地震でも、地震発生の瞬間の当支局内部がNNNの各ニュースなどで放送された[5]。

## 事業所所在地
- 〒900-0015 沖縄県那覇市久茂地1丁目3-1 久茂地セントラルビル 5階[6]